# Pontogenia dentata
Pontogenia dentata är en ringmaskart som beskrevs av Imajima 2003. Pontogenia dentata ingår i släktet Pontogenia och familjen Aphroditidae. Inga underarter finns listade i Catalogue of Life.